# Извънклетъчен матрикс
Извънклетъчният матрикс е понятие в биологията, което обобщава съвкупността от вещества, заобикалящи клетките в даден тип тъкан. Основната функция на матрикса е да осигури механична цялост и опора на тъканта, като едновременно с това не възпрепятства обмяната на веществата – доставка на определени молекули и отделянето на токсични продукти. Често извънклетъчния матрикс се разглежда като част от съединителната тъкан, но понятието има по-широк смисъл в рамките на други тъкани.
Основните компоненти на извънклетъчния матрикс включват гликопротеини, протеогликани и хиалуронова киселина. При повечето животни най-застъпеният гликопротеин е колагенът. Извънклетъчният матрикс съдържа и други белтъци – фибрини, еластини, фибронектини, ламинини и нидогени, както и минерални вещества (например хидроксиапатит). Вариант на извънклетъчния матрикс представлява и кръвната плазма, но там съставът и консистенцията е различна – това е течен извънклетъчен матрикс, в който няма скелетни елементи от рода на гликопротеините и протеогликаните, но има други белтъци с важна функция – различни хормони, антитела и ензими, както и нискомолекулни органични и неорганични съединения.
Промяната на физиологичните условия може да доведе до локално разграждане на скелетните части в извънклетъчния матрикс. По този начин след активирането на различни протеази опорните елементи – гликопротеините и протеогликаните, се накъсват. В резултат могат да се освободят редица фактори на растежа, некротизиращи фактори и дори да се отключи каскадата на кръвосъсирване.
Много от белтъците, разположени на клетъчната повърхност (адхезини, интегрини, катхерини, ИКАМ), взаимодействат с елементите на извънклетъчния матрикс, осъществявайки връзка с вътреклетъчни структури (например цитоскелета). Това обикновено са и белтъци, участващи в клетъчната сигнализация.